# Szenes Hanna

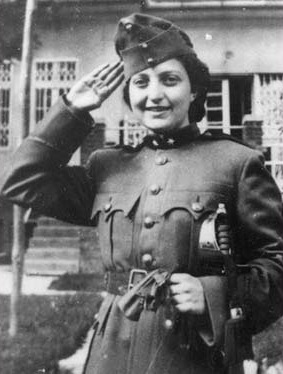
Szenes Hanna

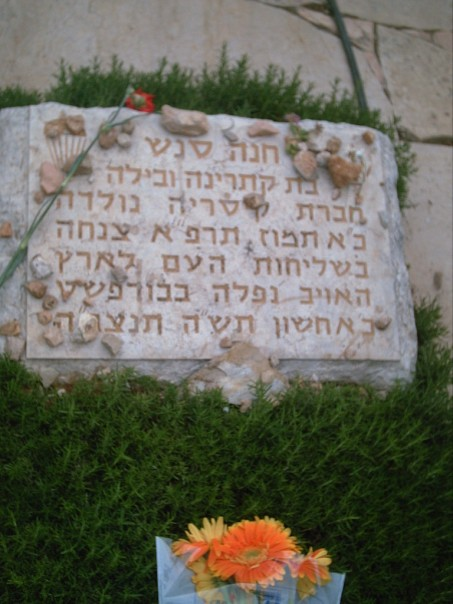
Szenes Hanna síremléke

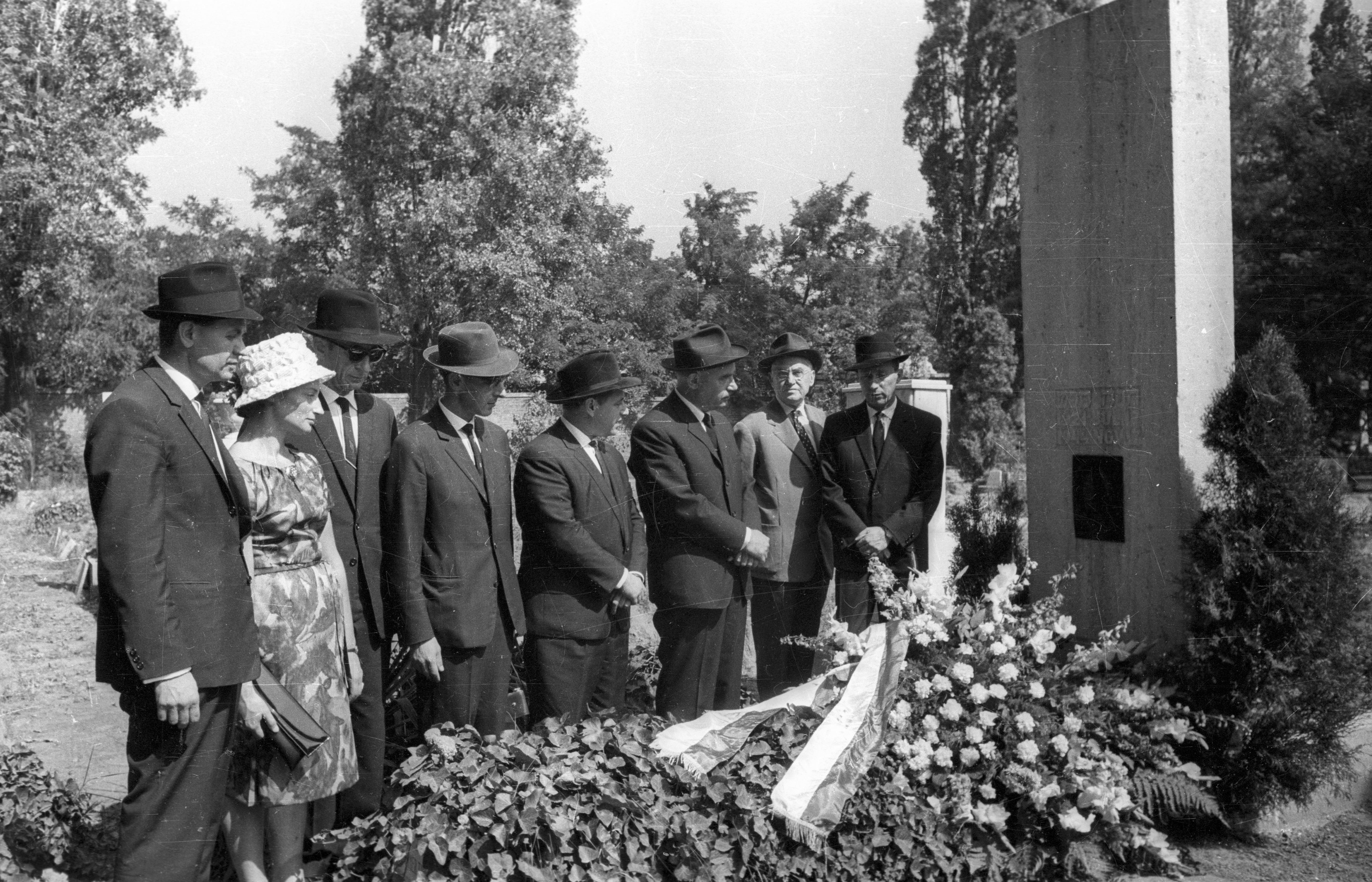
Kozma utcai izraelita temető. Szenes Hanna költő emlékműve egykori sírja helyén.

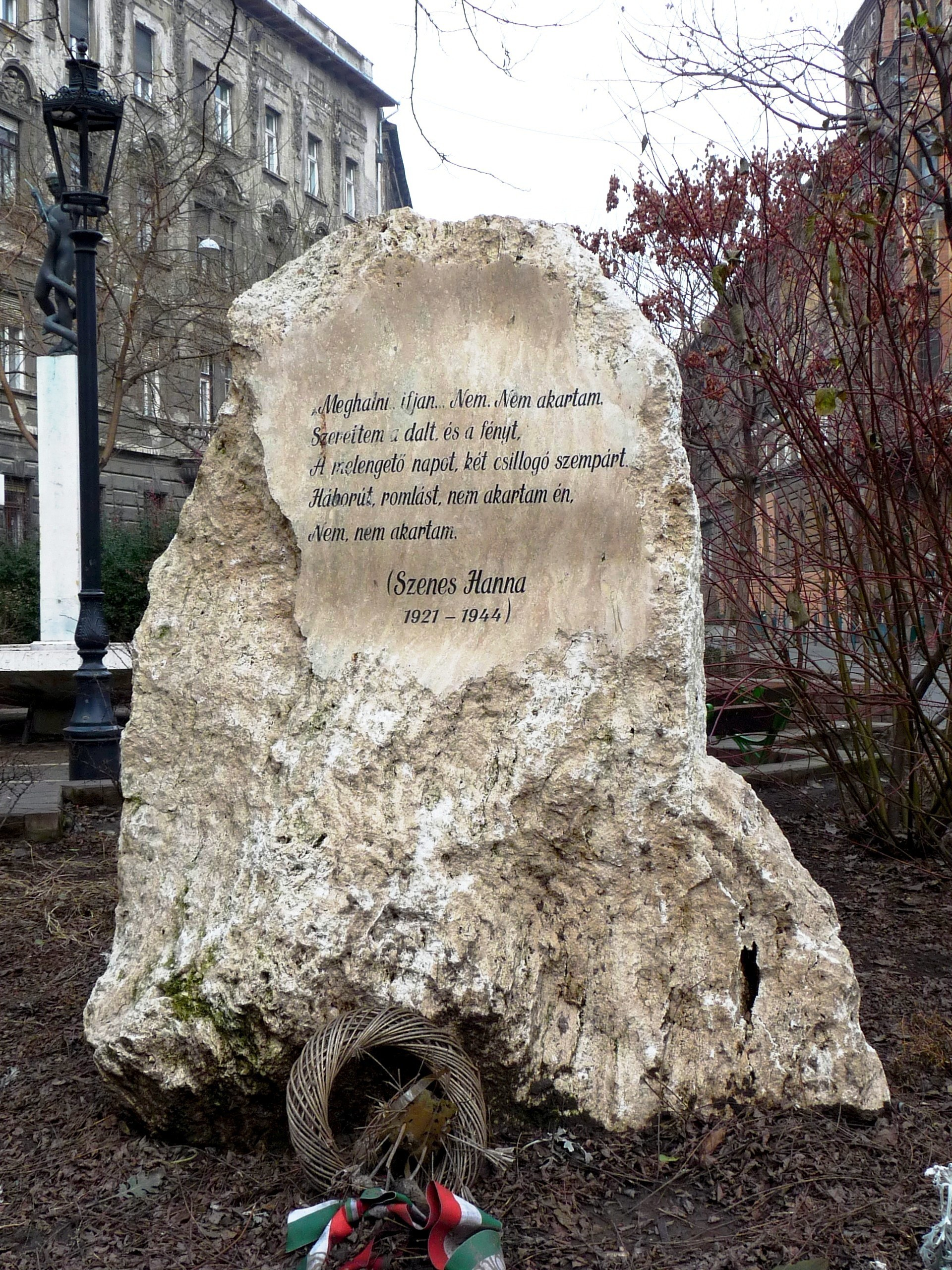
Emlékkő Erzsébetvárosban, a Szenes Hanna parkban

Szenes Anikó vagy Szenes Hanna (Cháná Szenes; Budapest, 1921. július 17. – Budapest, 1944. november 7.) magyar költő, zsidó származású brit ejtőernyős, izraeli nemzeti hős.
Azon tizenhét magyar zsidó egyike volt, akiket az akkori brit fennhatóság alatt álló Palesztinában az angol hadsereg arra képezett ki, hogy ejtőernyővel Jugoszláviába ledobva megkíséreljék valamilyen módon megakadályozni a magyar zsidók akkor már küszöbön álló deportálását.
Szenest a magyar határnál letartóztatták, bebörtönözték és brutálisan megkínozták, de ő ennek ellenére nem volt hajlandó elárulni küldetése részleteit. Golyó általi halálra ítélték és az ítéletet végre is hajtották. Izraelben nemzeti hősként tisztelik, utcákat neveztek el róla, naplója, versei széles körben ismertek.

## Élete
Szenes asszimilált zsidó családba született. Édesapja, Szenes Béla ismert újságíró és színpadi szerző volt. Hatéves volt, amikor édesapja elhunyt, így György (Giora) nevű testvérével együtt édesanyja, Salzberger Katalin (Katerina) nevelte fel. Nyaranta Dombóvárra járt nyaralni, itt ismerkedett meg Pataki Ferenc fejszámoló művésszel.
Egy református lányok számára létesített magániskolába járt (ma: Baár–Madas Református Gimnázium), amely (magasabb tandíjért cserébe) katolikus és zsidó tanulókat is felvett. Itt kitűnő érettségit tett, de továbbtanulását megakadályozták a zsidótörvények, és 1939 szeptemberében kivándorolt Palesztinába.
Csatlakozott a Haganához, a zsidó fegyveres védelmi szervezethez. Egyike volt annak a 17 magyar zsidónak, akit a brit mandátum területén az angol hadsereg kiképzett, hogy Jugoszláviába ejtőernyővel ledobva őket megkíséreljék megakadályozni a magyar zsidók deportálását. 1944 márciusában értek földet, de csak májusban lépték át a magyar határt. Szenes Hannát egy csendőrjárőr elfogta, a Margit körúti fogházba került, kínozták, majd a nyilas hatalomátvétel után a fogház udvarán agyonlőtték. Hamvait 1950-ben Izraelbe szállították és nemzeti hősként temették el a jeruzsálemi Herzl-hegyen.

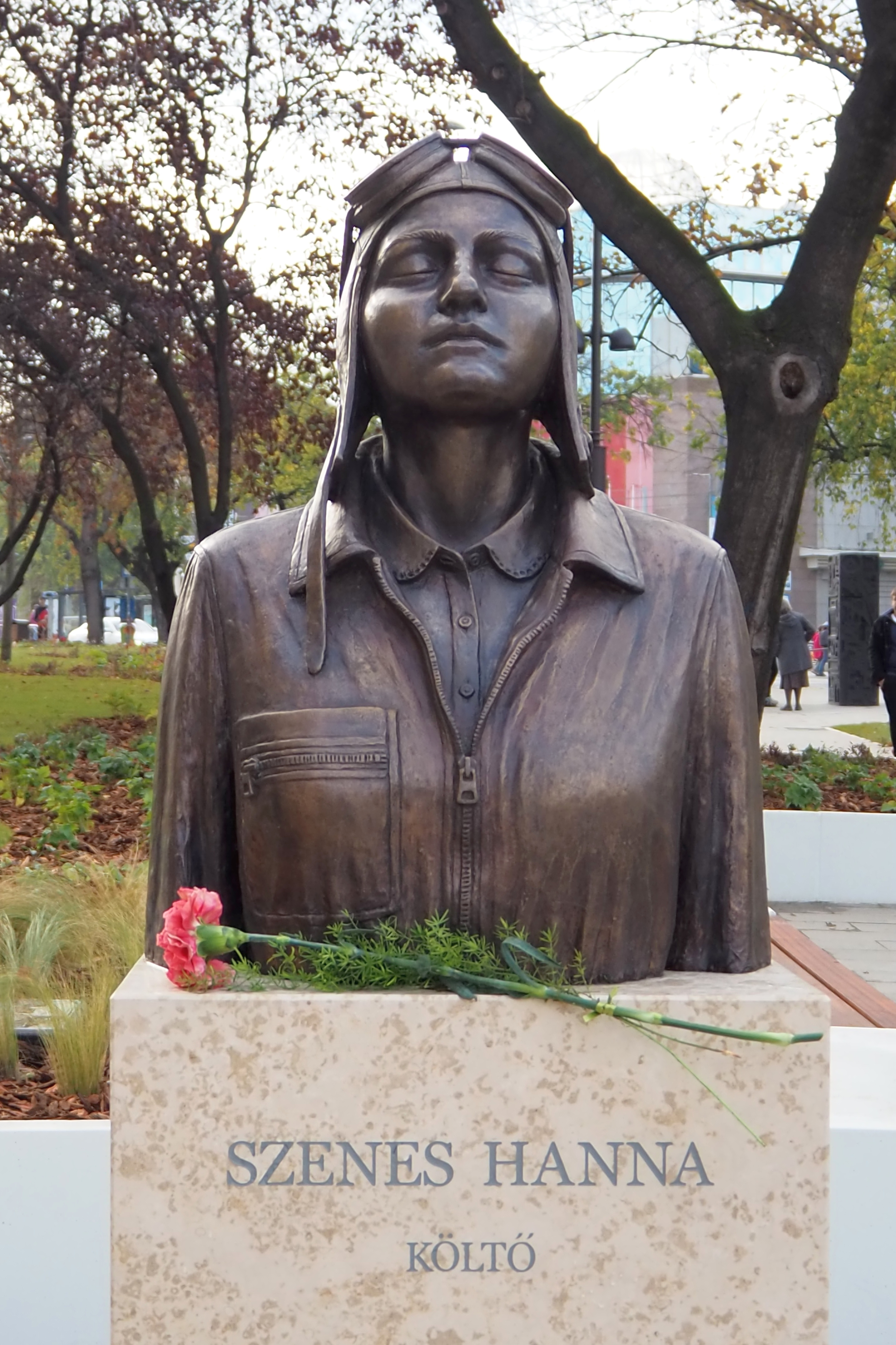
Mellszobra Budapesten, a Széna téren

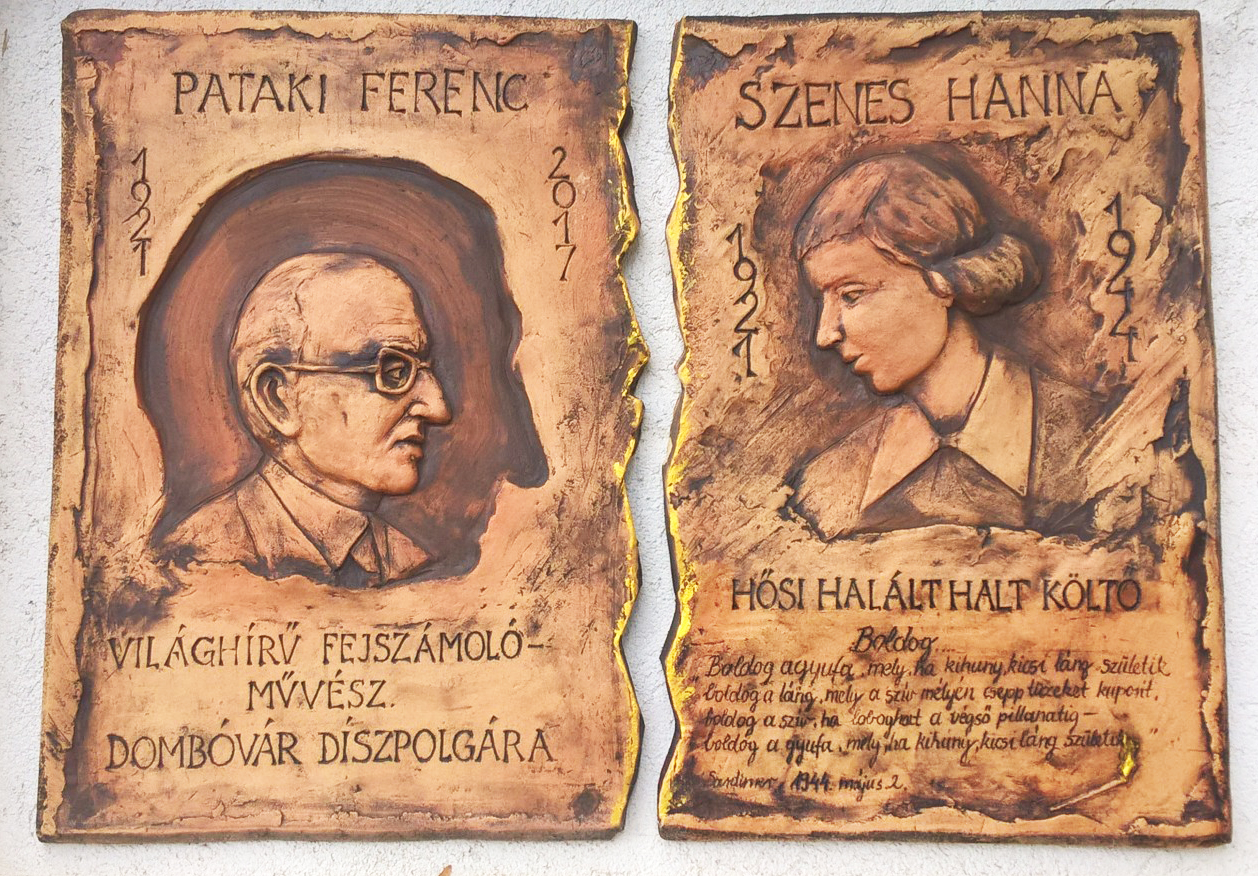
Szenes Hanna és Pataki Ferenc domborműve Dombóváron

## Emléke
Nevét szinte az egész világon ismerik. Műveit húsznál több nyelvre fordították le és ötven országban adták ki. Izrael államban, mint nemzeti hős sorsa és helytállása tananyag és az ottani érettségin is tétel.
Emlékét Budapest VII. kerületében a Szenes Hanna park neve őrzi, ahol 2020-ban nőnapon elhelyezték Kolodko Mihály őt ábrázoló miniszobrát is. A Széna téren – közel a Margit körúti fogházhoz, ahol kivégezték –, a Széna téri emlékparkban 2022-ben állították fel bronz mellszobrát, Fáskerti Zsófia alkotását. Izraelben utcák viselik a nevét. Dombóváron teret neveztek el róla.

## Idézetek
„Most, most szeretnék valamit mondani,
Valamit, ami több mint a szó,
Tarkább a színnél,
Zengőbb a rímnél,
Amit nem mondott előttem millió.
Valamit. – Hallgat köröttem a föld,
Várakozón bámul rám az erdő,
Kíváncsi szemmel néz rám az ég is
Minden hallgat. És hallgatok én is.”
„There are stars whose radiance is visible on earth
though they have long been extinct.
There are people whose brilliance continues to light the world
though they are no longer among the living.
These lights are particularly bright when the night is dark.
They light the way for mankind.”
magyarul:
„Vannak csillagok, melyeknek fénye világít a földön,
Mikor ők maguk már régen nincsenek helyükön.
Vannak emberek, akiknek csillogó emléke világít,
Amikor ők maguk már nincsenek köztünk.
Ezek a fények csillognak és különösen,
Ha sötét az éjjel: mutatják az utat az embernek.”